# Chlorure de dichloroacétyle
Le chlorure de dichloroacétyle est un composé organique de formule chimique CHCl2COCl. Il se présente sous la forme d'un liquide incolore à jaunâtre à l'odeur piquante qui dégage des fumées lorsqu'il est exposé à l'air libre. Il s'agit du chlorure d'acyle de l'acide dichloroacétique CHCl2COOH, et redonne cet acide par hydrolyse. Il est utilisé dans les réactions d'acylation. C'est également un précurseur de certains antibiotiques, dont le chloramphénicol.
Contrairement à la plupart des chlorures d'acides, on ne l'obtient pas à partir de l'acide carboxylique correspondant, mais plutôt par oxydation du 1,1,2-trichloroéthane CHCl2CH2Cl, par hydrolyse du pentachloroéthane CCl3CHCl2, et par carboxylation du chloroforme CHCl3 en présence de chlorure d'aluminium AlCl3 :
CHCl2CH2Cl + O2 → CHCl2COCl + H2O,
CHCl2CCl3 + H2O → CHCl2COCl + 2 HCl,
CHCl3 + CO2 → CHCl2COCl + 1⁄2 O2.
On peut également l'obtenir en faisant réagir de l'acide dichloroacétique CHCl2COOH avec du chlorure de thionyle Cl2SO.